# Евгений Етолийски
Евгений Етолийски (на гръцки: Ευγένιος ο Αιτωλός) е виден гръцки учен и деец на Православието, признат за светец от Вселенската патриаршия. Роден е през 1595 година в Мегас Дендрос, Етолоакарнания. Умира през 1682 година.